# 吉崎武
吉崎 武（よしざき たけし）は、日本の編集者、実業家。雑誌『ログイン』の初代編集長、雑誌『月刊アスキー』の初代編集長、株式会社ハイテック ラボ ジャパン社長を歴任した。2012年1月より技術少年出版代表。

## 経歴

### I/O
1976年11月、西和彦が郡司明郎と塚本慶一郎、星正明を誘い、初のマイコン雑誌『I/O』を創刊。その際、投稿者として吉崎が参加。

### アスキー
1977年5月、西と星の編集方針や運営方針における対立により、西は郡司と塚本を連れて株式会社アスキーを設立。同月中に吉崎も加わり、6月には月刊誌『月刊アスキー』を創刊する。吉崎は『月刊アスキー』でも創刊号から編集長を担当した。設立に参加していないため創業者ではない。

### ハイテック ラボ ジャパン（HighTech Lab. Japan Inc.）
1985年1月、アスキーの役員だった吉崎が、加畑将裕とアスキーラボラトリーズを設置。5、6名の研究員と共に、未来のコンピューターシステムのヒューマンインターフェースデザインの研究開発、脳波で動かすシステム、UFO、サイキック研究が主な仕事。日本ではこのタイプの研究所は初めてだった。
1986年12月、吉崎が株式会社ハイテック ラボ ジャパンを創設。同年、マイクロソフトが100%出資する日本法人であるマイクロソフト株式会社を設立する際、アスキーの主なメンバーがマイクロソフト株式会社に移動したが、マイクロソフト株式会社に移動するとアスキーラボラトリーズでの研究ができなくなるので、アスキーラボラトリーズの研究員全員がマイクロソフト株式会社に移動しなかった。
1988年、研究の理解者でスポンサーだった人物が急逝。資金が回らなくなり、当時の従業員のほとんどが退職。退職者の穴を埋めるように中途採用を進めた結果、ほとんどの従業員が入れ替わる。
1992年、CGに強いゲーム、テレビ、映画、CMなどの制作プロダクションへと事業内容を変更。ビル一棟を借り上げていた中目黒から渋谷区神泉塩入小路ビルに拠点を移す。移転の際にビル3階にあった録音スタジオは閉鎖。
1997年3月、従業員のほぼ全員を解雇し、解散。

### 技術少年出版
2012年1月より代表として技術少年出版を設立。

### 夢の図書館・マイコン博物館
2019年4月東京都青梅市に、100年分2万冊の貴重な技術雑誌を次の世代に伝えることを目的とした夢の図書館と、激動のマイコン革命の歴史が未来世代の基礎知識になることを目的としたマイコン博物館を開館し、館長に就任。

### 一般財団法人 科学技術継承財団
2023年2月東京都青梅市に、科学技術の足跡を収集・保存・活用するとともに調査・研究し次世代に継承する活動を行うことにより新たな科学技術文化の発展に貢献するために、科学技術継承財団を設立し代表理事に就任。

## CGアニメーション
- AKIRA
- 王立宇宙軍 オネアミスの翼
- 驚異の小宇宙 人体
  - 驚異の小宇宙 人体II 脳と心

## ゲームタイトル
順不同。
- スターファイターズ(レーザーディスクゲーム MSX)
- PYRAMID PATROL （映像部分を制作） （レーザーアクティブ MEGA-LD）
- ROCKET COASTER （レーザーアクティブ MEGA-LD）
- HYPERION （レーザーアクティブ MEGA-LD）
- スターブレードα （プレイステーション）
- ギャラクシアン3 （プレイステーション）
- 東京SHADOW （プレイステーション）
- タイムギャル （映像はタイトー、ゲーム制作のみ） （レーザーアクティブ MEGA-LD）
- バーチャルカメラマン （レーザーアクティブ MEGA-LD）（3DO）
  - バーチャルカメラマン2 （レーザーアクティブ MEGA-LD）（3DO）
- バーチャフォトスタジオ （セガサターン）
- 闘神伝2（OPムービー制作）（プレイステーション）

## 関連人物
上記で紹介済の人物は除く。
- 浅田一憲
- 宗宮賢二（VFXディレクター）
- 出渕亮一朗（女子美術大学准教授）
- 藤原敏樹（インフラウェア株式会社代表取締役）
- 西澤利治（電脳商会）